# جک شی (اسکیت‌باز سرعت)
جک شی (انگلیسی: Jack Shea؛ ۷ سپتامبر ۱۹۱۰ – ۲۲ ژانویه ۲۰۰۲) اسکیت‌باز سرعت اهل ایالات متحده آمریکا بود.
وی در مسابقات کشوری و بین‌المللی در مجموع برندهٔ ۲ مدال طلا شده‌است.